# De Biotoop
De Biotoop is een woongemeenschap en creatieve broedplaats in Haren, gevestigd in het voormalige biologisch centrum van de Rijksuniversiteit Groningen.

## Geschiedenis
Het gebouw van De Biotoop was tot 2010 het biologisch centrum van de Rijksuniversiteit Groningen. Het complex werd in de jaren '50 opgezet en bereikte zijn huidige omvang rond 1970. Het ontwerp van het gebouw en de omliggende natuur was gericht op het ondersteunen van de biologische studies die er plaatsvonden. Na de verhuizing van de universiteit naar de Zernikecampus in Groningen in 2010, werd het gebouw verhuurd aan CareX, een organisatie die leegstand tegengaat. Eind 2010 trok de eerste groep CareX bewoners in het complex. In 2013 werd het huurcontract tussen de RUG en CareX ondertekend en kreeg het biologisch centrum een nieuwe naam: De Biotoop.
In De Biotoop wonen ongeveer honderd mensen. Er werken ook nog eens tweehonderd mensen. De mensen die er wonen, delen dingen met elkaar. Zoals de douches, wc's en een moestuin. Ook is het een plek waar mensen hun creativiteit kunnen laten zien. Er zijn ateliers en werkplaatsen. Daar kunnen kunstenaars en ondernemers hun werk doen. Er is ook een brouwerij.

## Toekomst
De Biotoop kampt met enkele uitdagingen. In 2023 werd bekend dat de bewoners en gebruikers zich moeten voorbereiden op een vertrek voor 1 januari 2028. De gemeente Groningen heeft aangegeven dat het financieel onverantwoord is om het complex veel langer in stand te houden vanwege de technische veroudering van de gebouwen en de noodzaak van veel onderhoud op termijn.